# Frostisen
La Frostisen és una glacera situada a la frontera entre els municipis de Ballangen i Narvik, al comtat de Nordland, Noruega. És una de les glaceres més grans de Noruega. La Frostisen cobreix una àrea d'uns 25 quilòmetres quadrats. L'elevació de la glacera és de 840 a 1.710 metres sobre el nivell del mar. La glacera és a prop del fiord de Skjomen, una branca de l'Ofotfjord, just al sud-oest de la ciutat de Narvik. Els llacs Geitvatnet, Isvatnet, Kjelvatnet, Nordre Bukkevatnet i Sore Bukkevatnet es troben just al sud-oest de la glacera.